# Chand Deh
Chand Deh (persiska: چِندِه, چَند دِه, چند ده) är en ort i Iran.   Den ligger i provinsen Chahar Mahal och Bakhtiari, i den centrala delen av landet, 400 km söder om huvudstaden Teheran. Chand Deh ligger 1 006 meter över havet och antalet invånare är 236.
Terrängen runt Chand Deh är bergig åt nordost, men åt sydväst är den kuperad. Chand Deh ligger nere i en dal. Runt Chand Deh är det ganska glesbefolkat, med 26 invånare per kvadratkilometer. Närmaste större samhälle är Dehdez, 10,6 km sydväst om Chand Deh. Omgivningarna runt Chand Deh är i huvudsak ett öppet busklandskap.